# Maiacetus
Maiacetus («мама-кит») — рід китоподібних раннього середнього еоцену (близько 47.5 млн років тому) з Пакистану.

## Палеобіологія

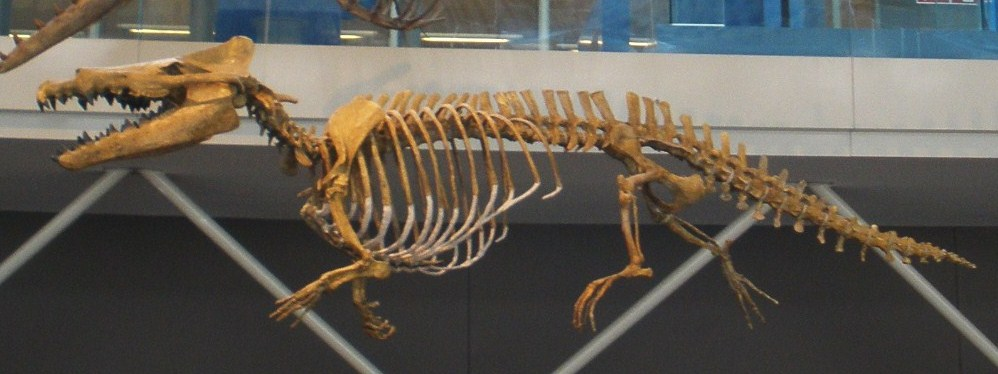
Відлитий скелет Маяцета в Musee d'Histoire Naturelle, Брюссель

Рід містить один вид, Maiacetus inuus, вперше описаний у 2009 році на основі двох екземплярів, включаючи екземпляр, який інтерпретується як вагітна самиця та її плід. Положення плода (головою вперед) говорить про те, що тварина народжувала на суші. Сучасні кити зазвичай народжують спочатку хвіст, тоді як наземні ссавці народжують спочатку голову. Народження на суші для Maiacetus не є неймовірним, адже цей кит є напівводним або земноводним. Маяцет являє собою перехід наземних ссавців назад в океани.
Однак Ганс Тевіссен, першовідкривач Ambulocetus, поставив під сумнів ці висновки, припустивши, що менший скелет міг бути частково перетравленою їжею. Навіть якщо маленький скелет є плодом, Тьюіссен пише, що він, можливо, не зберігся у своєму нормальному положенні in vivo. Однак автори вказували в оригінальній статті, що на черепі плода немає слідів від зубів.
Кістки стегна були міцними, що свідчить про те, що Маяцет міг ходити по суші; однак короткі ноги та плоскі пальці ускладнили б ходьбу. Дивлячись на сплощені кістки пальців рук і ніг, вчені зробили висновок, що Маяцет мав перетинчасті ноги і, швидше за все, був земноводним. Зуби збережених скам'янілостей мають схожість із зубами базилозавра, іншого роду доісторичних китоподібних. Різці мають конусоподібну форму, що пов'язує Маяцета з сучасними зубатими китами та іншими вимерлими китоподібними. Кістки середнього вуха також схожі на кістки базилозавра та сучасних китів.
Цей вид середнього розміру зі скелетом 2,6 метра в довжину і передбачуваною вагою від 280 до 390 кілограмів. Самці трохи більші за самиць.